# Kirimäe
Kirimäe är en ort i Estland. Den ligger i Taebla kommun och landskapet Läänemaa, i den västra delen av landet, 80 km sydväst om huvudstaden Tallinn. Kirimäe ligger 20 meter över havet och antalet invånare är 130.
Terrängen runt Kirimäe är mycket platt, och sluttar västerut. Runt Kirimäe är det mycket glesbefolkat, med 3 invånare per kvadratkilometer. Närmaste större samhälle är Hapsal, 13,1 km väster om Kirimäe. I omgivningarna runt Kirimäe växer i huvudsak blandskog.